# Soins fondamentaux
Les soins fondamentaux désignent l'ensemble des soins de santé, notamment les soins infirmiers prodigués à une personne malade, souffrante ou en perte d'autonomie, en réponse à une perturbation de ses besoins primaires.
À la suite d'un recueil de données infirmier, le professionnel de la santé évalue les besoins d'une personne, son degré d'autonomie, et prodigue des soins (dont des soins fondamentaux) dans le cadre de la démarche de soins.
D'une façon générale les soins fondamentaux représentent les soins du rôle propre infirmier : les soins d'hygiène du corps, les soins de bien-être, l'aide aux actes de la vie quotidienne, ayant pour finalité de maintenir l'hygiène de vie d'une personne.